# Lavoisiera cordata
Lavoisiera cordata är en tvåhjärtbladig växtart som beskrevs av Célestin Alfred Cogniaux. Lavoisiera cordata ingår i släktet Lavoisiera och familjen Melastomataceae. Inga underarter finns listade i Catalogue of Life.